# Скупчення Центавра

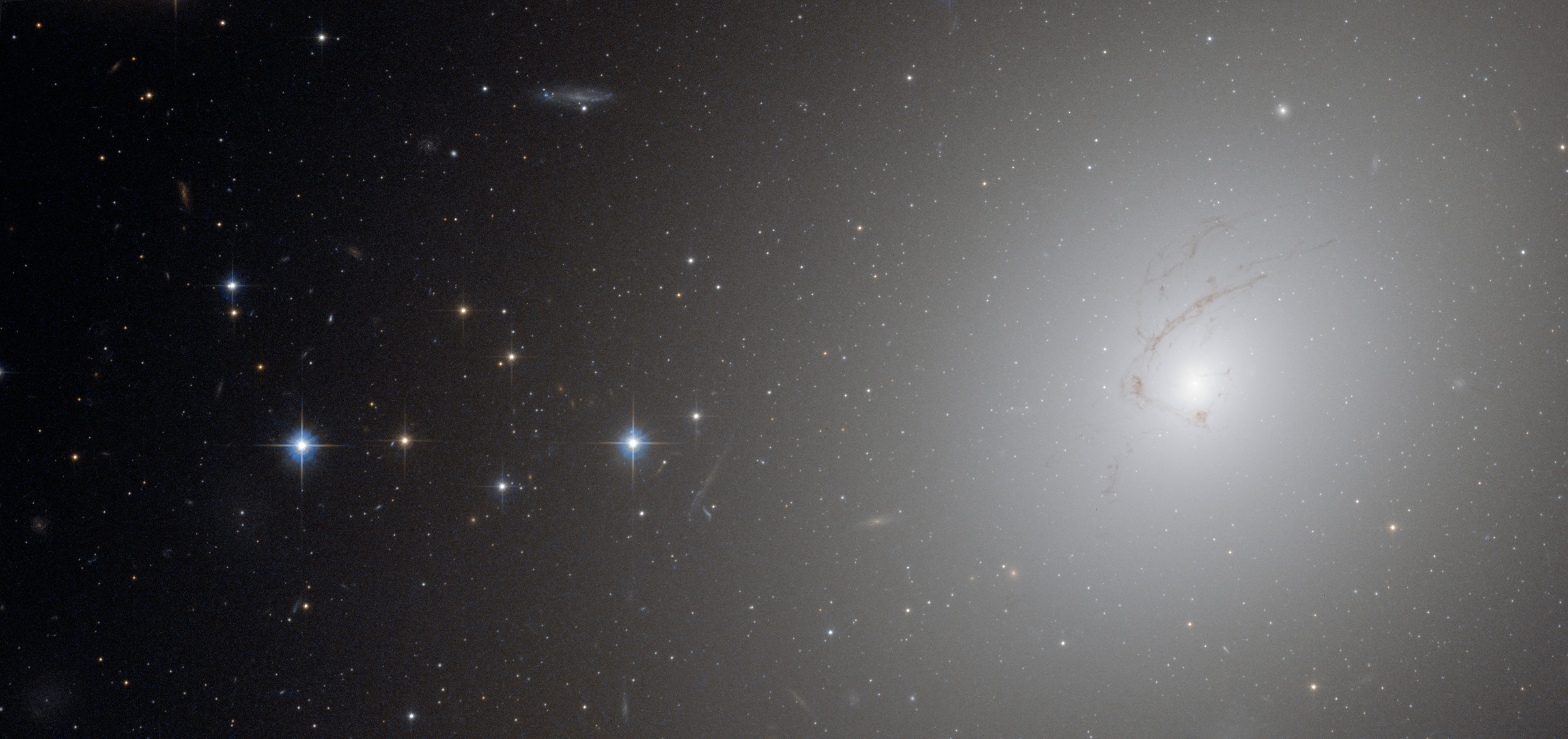
Область скупчення Центавра з NGC 4696

Скупчення Центавра (A3526) — скупчення, що містить понад сто галактик, розташованих приблизно за 170 мільйонів світлових років від Землі в сузір'ї Центавра. Найяскравіша галактика — еліптична галактика NGC 4696 (~ 11 видима зоряна величина). Скупчення Центавра входить до надскупчення Гідри—Центавра.
Скупчення складається з двох підгруп галактик, що рухаються з різними швидкостями. Основна підгрупа містить галактику NGC 4696. Друга підгрупа перебуває на 60 мільйонів світлових років далі від першої і містить галактику NGC 4709, яка є другою за яскравістю галактикою в скупченні Центавра. Друга підгрупа рухається зі швидкістю 1500 км/с відносно першої, і, як вважають, вони зрештою зіллються в єдину групу.
Скупчення Центавра є потужним джерелом рентгенівського випромінювання.